# Flugplatz Schwerin-Görries

i7
i11
i13
Der Flugplatz Schwerin-Görries war von 1913 bis 1927 Landesflugplatz unter Verwaltung der „Mecklenburgischen Flugplatz-Gesellschaft Görries-Schwerin mbH“, ab 1932 Flughafen II. Ordnung und von 1935 bis 1945 ein Fliegerhorst der Luftwaffe der Wehrmacht in Schwerin-Görries.

## Geschichte

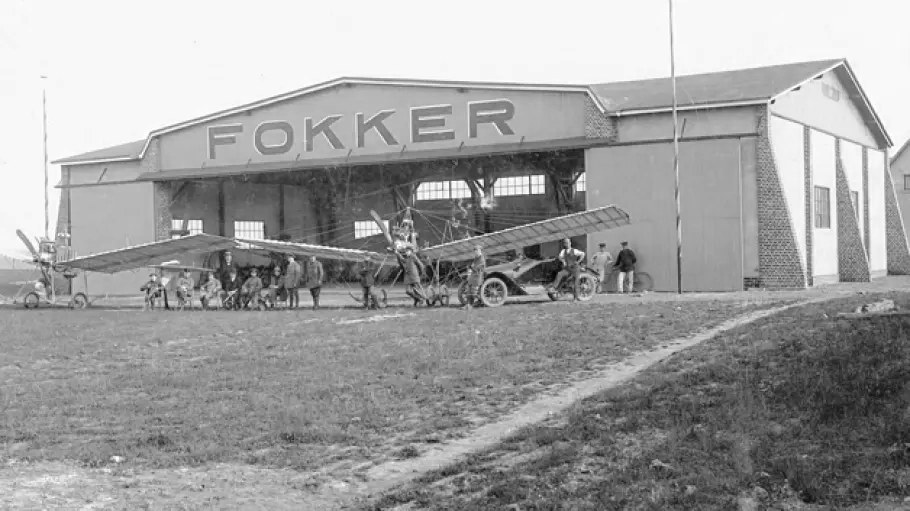
Flugzeuge der Fokker Flugschule vor der 1913 auf dem Flugplatz errichteten Werkhalle der Fokker Aeroplanbau GmbH

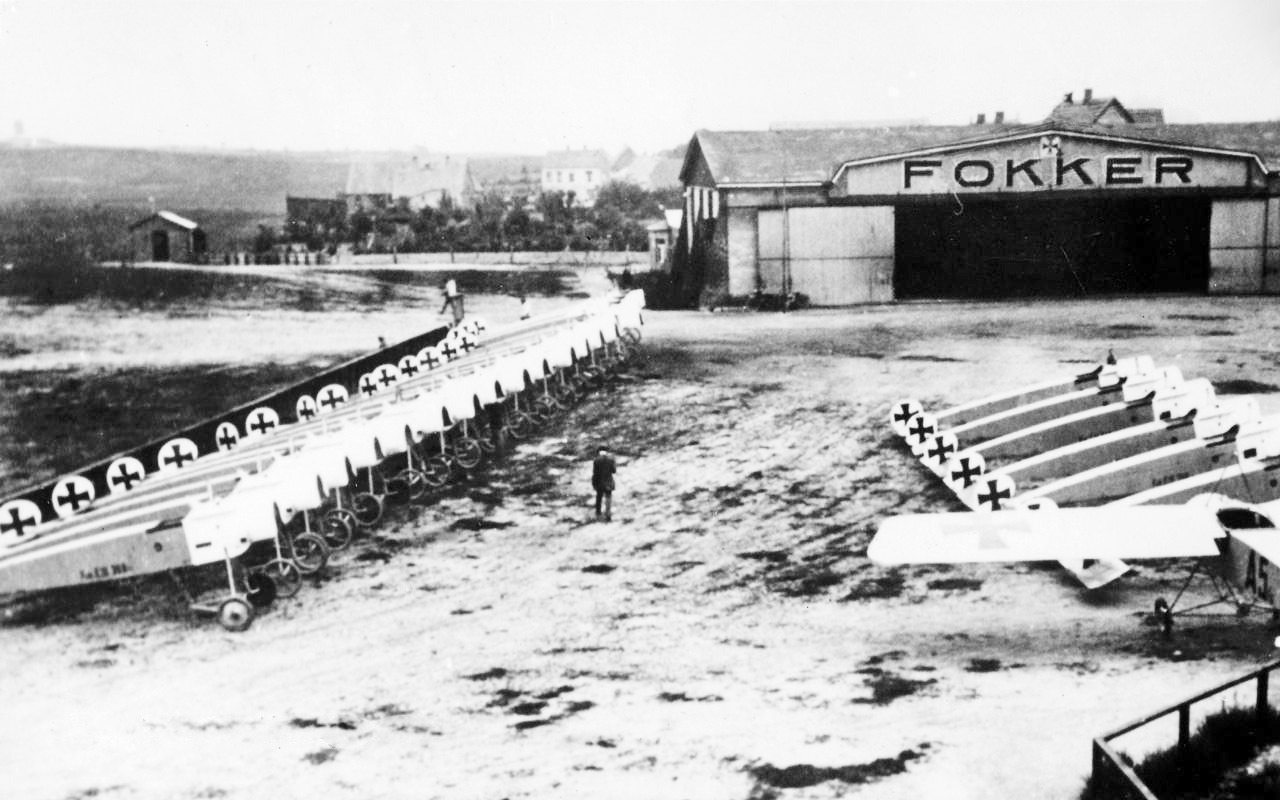
Fokker E.III-Flugzeugrümpfe vor der Werkhalle auf dem Flugplatz (1916)

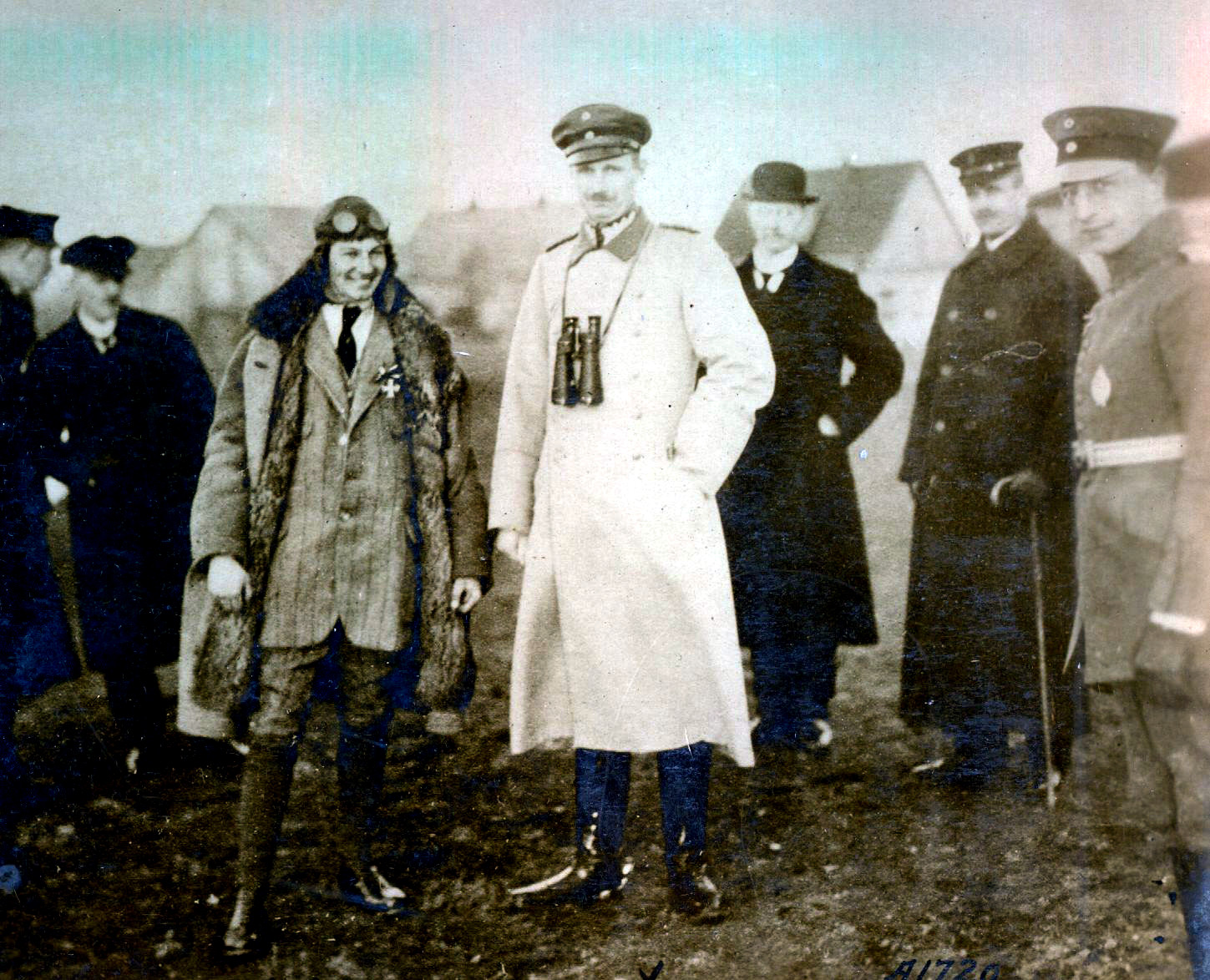
Großherzog Friedrich Franz IV. von Mecklenburg-Schwerin verleiht Fokker 1916 auf dem Flugplatz in Görries das Mecklenburgische Verdienstkreuz

Den Anstoß zum Bau eines Flugplatzes in Schwerin gab der Deutsche Rundflug 1911, bei dem die Residenzstadt Etappenort war. Bei der Planung und Umsetzung des Landesflugplatzes taten sich Stadtsyndikus Otto Weltzien und der Besitzer der Pianofabrik Perzina Daniel Huss besonders hervor. Weltzien überzeugte den Magistrat, Bürgerausschuss, eine Bank und Privatleute, sich finanziell zu beteiligen, Huss nahm Kontakt zum Direktor des Flugplatzes Johannisthal auf. Major a. D. Georg von Tschudi besichtigte im Frühjahr 1912 das ausgewählte Turnierfeld in Görries und befand das Gelände als hervorragend geeignet. Im November 1912 wurde die „Mecklenburgische Flugplatz-Gesellschaft Görries-Schwerin mbH“ gegründet. Bis Ostern 1913 ließ die Flugplatzgesellschaft den Platz ebnen und einzäunen und von dem Berliner Architekten Richard Thiede eine Zuschauertribüne, ein Restaurant und eine Flugzeughalle errichten.
Inzwischen verhandelte Daniel Huss im Namen der Flugplatzgesellschaft mit verschiedenen Flugzeugherstellern über den Umzug nach Schwerin. Mitte März 1913 wurde man sich mit der Fokker Aeroplanbau G.m.b.H. einig und schon im Mai eröffnete Anthony Fokker in Görries mit sechs Fokker „Spinnen“ seine Flugschule. In den 51 Monaten des Ersten Weltkriegs stellten die Schweriner Fokkerwerke etwa 3400 Flugzeuge her und brachten etwa 110 Musterflugzeuge heraus, die auf dem Landesflugplatz gebaut, getestet und abgenommen wurden.
Bereits 1915 geriet die Fliegerausbildung an ihre Kapazitätsgrenze. Die in Schwerin ansässigen Fliegeroffiziere und Ausbilder bemühten sich um eine eigene Fliegerstation. Das stellvertretende Generalkommando des IX. Armee-Korps ordnete Anfang September 1915 den Neubau einer Fliegerstation mit eigenem Gleisanschluss an. Die Arbeiten südlich der Rogahner Straße begannen unverzüglich. Als Arbeitskräfte standen Regierungsbaumeister Pfeiffer neben ortsansässigen Bauarbeitern auch russische und französische Kriegsgefangene zur Verfügung. Die Fliegerbeobachterschule (FBS) nahm am 15. März 1917 provisorisch den Betrieb auf.
Nach Ende des Ersten Weltkriegs zog Fokker mit großen Teilen seiner Firma in die Niederlande um. Ein Teil der Flugzeughallen der Fokkerwerke war auf Befehl der Alliierten abgerissen worden, trotz Umwidmung als Notlandeplatz lag das Gelände eine Zeitlang brach. Eine 1925 gegründete private Luftverkehr GmbH gab nach kurzer Zeit wieder auf, auch eine Flugverbindung Hamburg–Schwerin–Stettin wurde wegen zu hoher Kosten wieder eingestellt. Die Flugplatzgesellschaft löste sich im Dezember 1927 auf, im selben Jahr wurde das ehemalige Restaurant wegen Baufälligkeit abgerissen.
Auf dem Gelände der Fliegerbeobachterschule waren zum Kriegsende 511 Flugzeuge vorhanden, davon waren 14 betriebsbereit, der Rest war zerlegt und abgestellt. 40 Offiziere, 400 Soldaten und 200 zivile Angestellte sollten nach Plänen der Idflieg auf dem Flugplatz verbleiben, doch der Versailler Vertrag veränderte die Situation komplett. Bis zum Frühjahr 1920 nutzte eine Polizeifliegerstaffel und eine Kraftfahrabteilung die technischen Anlagen und Unterkünfte, aber bis zum 15. Februar 1921 musste der Flugplatz von allen militärischen Einheiten geräumt werden. Ein Teil der Flugzeughallen an der Rogahner Straße war auf Befehl der Alliierten abgerissen worden. An ihrer Stelle errichtete die Stadt Schwerin ein Heim für Flüchtlinge, das sogenannte „Oberschlesierheim“. In den übrig gebliebenen Hallen und der Werft mussten in der Mitte Pfeiler eingezogen werden, damit eine weitere Verwendung als Flugzeughalle ausgeschlossen war. Die ehemaligen Soldatenbaracken vermietete eine „Industrieansiedlungsgesellschaft“ an Flüchtlinge, Wohnungslose und Kriegsheimkehrer. Von der Stadt initiierte Industrieansiedlungen (Kostowerke, Maschinenfabrik Badenia und Benno Schilde AG) misslangen. In den übrigen Gebäuden schritt der Verfall durch Leerstand und Vandalismus voran.

Erst die 1932 erfolgte Aufwertung als Zivilflughafen der Deutschen Verkehrsfliegerschule (DVS) weckte den ehemaligen Landesflugplatz aus seinem Dornröschenschlaf. Die letzte öffentliche Flugveranstaltung fand am 23. Juni 1934 auf dem Flugplatz statt, als Schwerin noch einmal Etappenort im Deutschlandflug wurde.

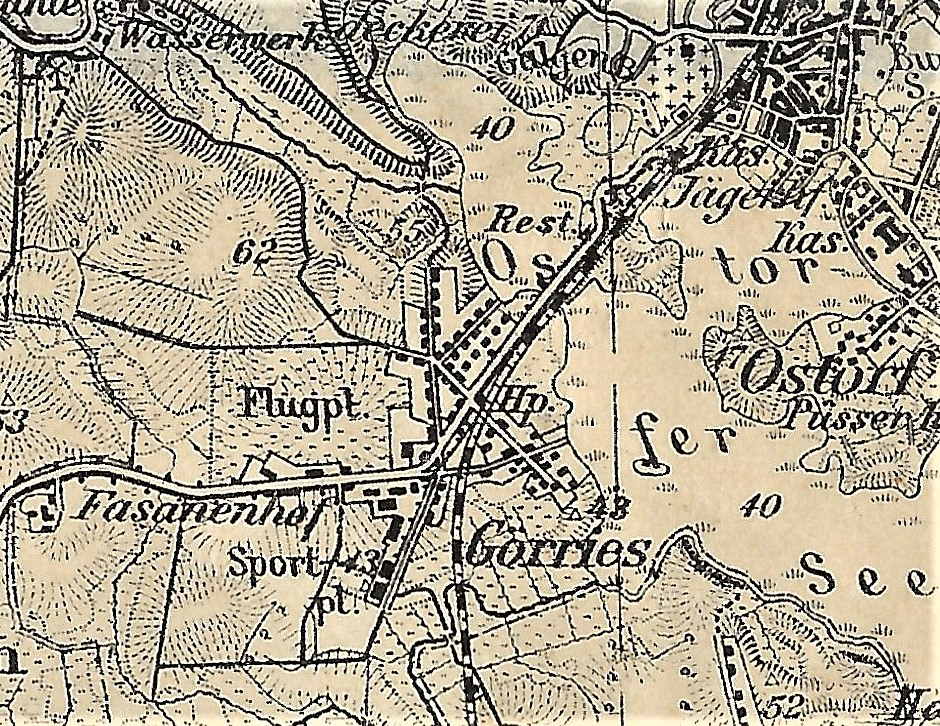
Flugplatz Schwerin-Görries um 1934

Im September erwarb die DVS das gesamte Flugplatzgelände von der Stadt und begann mit groß angelegten Umbauarbeiten. Die Rogahner Straße wurde stillgelegt, die Gebäude der Industrieansiedlungsgesellschaft, der FBS und der Fokkerwerke teilweise abgerissen und ein neues Rollfeld angelegt. Am nordöstlichen Ende des Areals entstanden Wirtschaftsgebäude, Flugzeughallen, Mannschafts- und Offiziersunterkünfte, mehrere große Schießstände für Waffentests, Munitionsbunker, eine Flugzeugwerft, eine Leitstelle mit Feuerwache und eine Krankenstation. Mit Einrichtung der Fliegerhorstkommandantur begann 1935 wieder der militärische Flugbetrieb.
Vor und während des Zweiten Weltkrieges diente Görries verschiedenen Ausbildungsstaffeln, Jagd- und Kampfgeschwadern als Zwischenstation. Die folgende Tabelle zeigt eine Auflistung ausgewählter fliegender aktiver Einheiten (ohne Schul- und Ergänzungsverbände) der Luftwaffe, die hier zwischen 1935 und 1945 stationiert waren.
| von            | bis           | Einheit                                              | Ausrüstung                            |
| -------------- | ------------- | ---------------------------------------------------- | ------------------------------------- |
| Oktober 1935   | März 1937     | I./StG 162 (I. Gruppe des Sturzkampfgeschwaders 162) | Heinkel He 50, He 51, Henschel Hs 123 |
| März 1937      | Oktober 1938  | III./KG 152 (III. Gruppe des Kampfgeschwaders 152)   | Dornier Do 23                         |
| November 1938  | August 1939   | II./LG 1 (II. Gruppe des Lehrgeschwaders 1)          | Heinkel He 111                        |
| September 1939 | Oktober 1939  | II./KG 26                                            | Heinkel He 111                        |
| Dezember 1939  | Februar 1940  | I./KG 28                                             | Heinkel He 111                        |
| August 1943    | Dezember 1943 | III./JG 54 (III. Gruppe des Jagdgeschwaders 54)      | Messerschmitt Bf 109 G                |
| Oktober 1944   | Oktober 1944  | I./JG 5                                              | Messerschmitt Bf 109 G                |
| Oktober 1944   | Dezember 1944 | III./JG 6                                            | Messerschmitt Bf 109 G                |
| April 1945     | April 1945    | II./JG 27                                            | Messerschmitt Bf 109 G                |

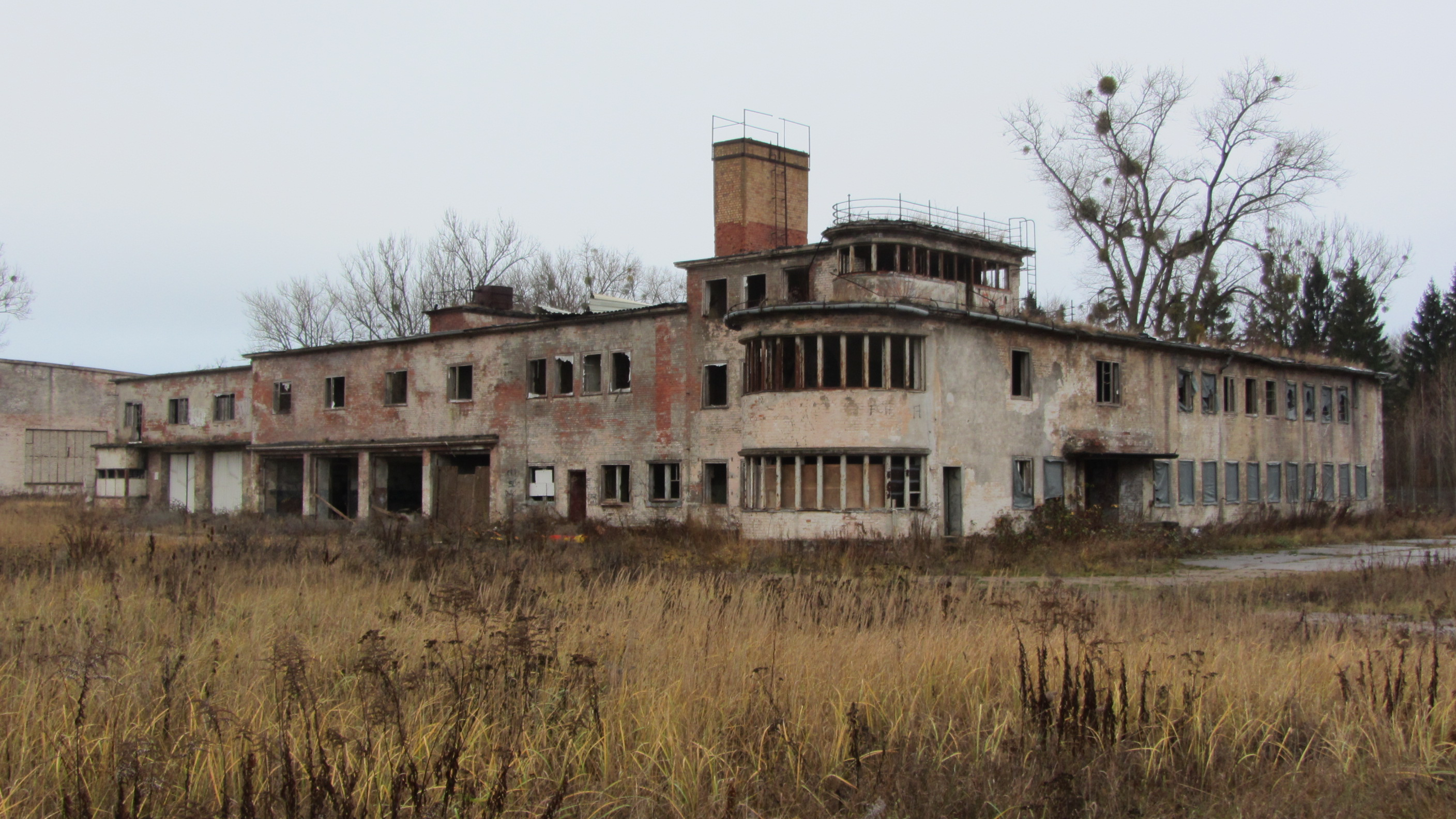
Flugleitung des ehemaligen Fliegerhorstes Schwerin-Görries

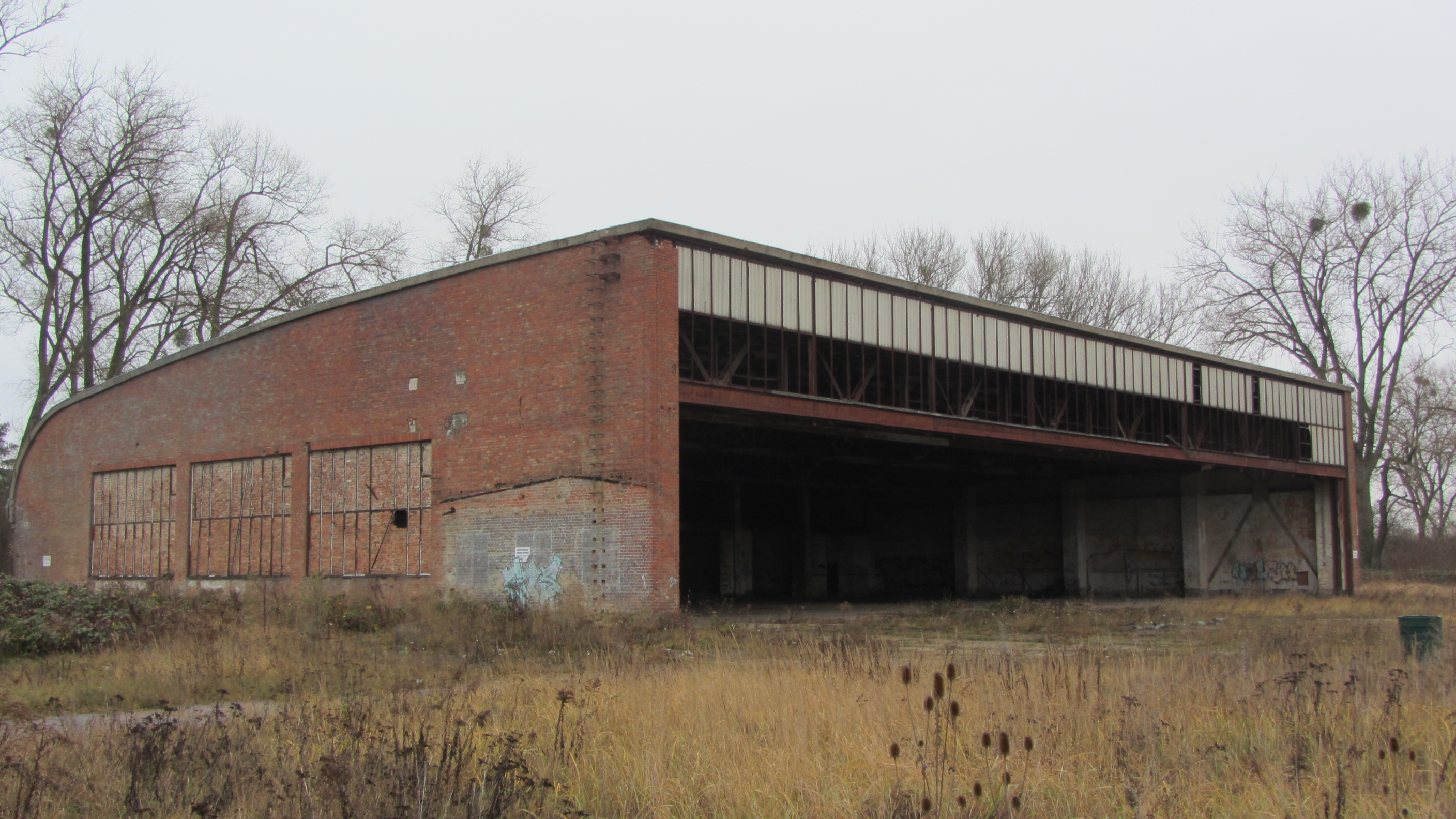
Hangar des Fliegerhorstes

Im Frühling 1940 war auf dem Flugplatz eine Bombergruppe für Einsätze gegen Großbritannien stationiert. Seitdem kamen verschiedene Bombereinheiten und Transportgruppen zum Auffrischen und Aufrüsten zum Fliegerhorst. Die Norddeutschen Dornierwerke Wismar verlegten im Frühjahr 1944 den Bau von Lizenzflugzeugen auf verschiedene Standorte. Unter dem Decknamen „Vosswerk“ wurden in Görries Focke-Wulf Fw 190 und Fw 200 zusammengebaut. Test- und Trainingsflüge mit Fw 200 führte beispielsweise die IV. Gruppe des KG 40 vor Ort durch. Von 1941 bis 1945 wurden in Görries durch die Flugzeugführerschule B34 Blindflugschüler im Instrumentenflug ausgebildet.
Amerikanische und britische Bomben fielen im August 1944 und im April 1945 auf den Flugplatz Görries und zerstörten die meisten Gebäude. Nach den Luftangriffen verlegten die NDW den Bau und die Testflüge nach Lübeck-Blankensee, Neustadt-Glewe und Perleberg. Heute zeugen nur noch die fast verfallene Leitstelle, zwei Flugzeughallen und ein Gebäude des Luftzeugamtes von der einstigen Nutzung.
Der nordöstliche Teil des Flugplatzgeländes an der Hollenbäk war nach dem Zweiten Weltkrieg bis 1993 eine Liegenschaft der Gruppe der Sowjetischen Streitkräfte in Deutschland.
Südlich der Rogahner Straße entstand ab 1954 ein Industriegebiet für Großhandels- und Lagerbetriebe sowie Bau- und Baumaterialienindustrie. Dazu gehören das 1957 gebaute Versorgungskontor für Pharmazie und Medizintechnik in der Baustraße 3. 1958 entstand aus dem Zusammenschluss von mehreren kleinen Betrieben des Sattler-, Schuhmacher-, Raumausstatter-, Tapezierer- und lederverarbeitenden Handwerks die Produktionsgenossenschaft (PGH) Lederwaren, für die mehrere Bauten in Görries entstanden. 1959/60 wurde das Mehrzweckkühlhaus in der Handelsstraße und ab 1964 das Hochhaus und die Lagerhalle der GHG Haushaltswaren in der Rogahner Straße errichtet.
Um die Zeugnisse der Schweriner Luftfahrtgeschichte zu erhalten, hat die Landeshauptstadt die ehemaligen Flugplatzgebäude im Gewerbegebiet Görries unter Denkmalschutz gestellt.

## Flugzeugführerschulen in Schwerin-Görries
| Schule                            | von bis                | Flugzeugmuster                                                          | Bemerkung |
| --------------------------------- | ---------------------- | ----------------------------------------------------------------------- | --- |
| Flugschule der Fokkerwerke        | Mai 1913 Oktober 1915  | Fokker Spinne, Fokker B.I, Fokker M.5, Fokker E.I                       | |
| Fliegerbeobachterschule (FBS)     | März 1917 Februar 1921 | unterschiedliche Flugzeugtypen, darunter Fokker, Albatros, Rumpler, LVG | |
| Deutsche Verkehrsfliegerschule    | 1932                   |                                                                         | Anfangs als zivile Flugschule getarnt, ab März 1935 offizielle Aufnahme des militärischen Flugbetriebes |
| Blindflugschule 4, BFS 4          | Nov. 1939 April 1941   | Bü 181, Bü 131, Kl 35, Si 204, Ar 66, Ar 96, Fw 44, Fw 58, Ju 86, Ju 88 | - Ju 86 NG-WY, Blindflugschule BFS 34 in Schwerin-Görries - Emblem der Blindflugschule BFS 34, Blinde Kuh mit Karte der Ostmark |
| Flugzeugführerschule B34, FFS B34 | April 1941 Okt. 1944   |                                                                         | Blindflugschule 4 (BFS 4) Wien-Aspern, ab 4. April 1941 BFS 34 Kopenhagen-Kastrup mit den Satellitenflugplätzen Schwerin-Görries, (Kdo. Hagenow), Neumünster, Kolberg, Pütnitz, Værløse. Aufgelöst am 4. Februar 1945. Flugzeugführer wurden in die EKG 1, Ergänzungskampfgeschwader I. Staffel 1. überführt, alle Flugzeugführerschulen wurden der Luftflotte 10 unterstellt. Sie wurde am 1. Juli 1944 als oberste Kommandobehörde der Ausbildungs- und Ersatz-Einheiten der Luftwaffe gebildet. Bis auf wenige Ausnahmen konzentrierten sich ihre unterstellten Verbände auf die Ausbildung des Personals der Luftwaffe und führte keine Kampfeinsätze durch. Der Ausbildungsbetrieb der Luftwaffe auf der Fluglehrerschule in Brandenburg-Briest begann im April 1939 und wurde bis kurz vor Kriegsende durchgeführt. |
| Flugzeugführerschule A72          | Mai 1944 April 1945    |                                                                         | Satellitenflugplätze Neustadt-Glewe, Güstrow, Sülte, am 30. April 1945 Flugbetrieb eingestellt, Verlegung nach Leck, US-amerikanische Streitkräfte besetzen den Schweriner Flugplatz am 1. Mai 1945 |

## Bekannte Ausbilder und Ausgebildete
- Anton Herman Gerard Fokker – Flieger und Ausbilder in seiner betriebseigenen Flugschule
- Walther Bruns – 1913 Flugschüler der Flugschule Fokker
- Paul Graetz – 1914/15 Kommandoführer der Militärfliegerschule Görries
- Kurt Wintgens – 1915 Ausbildung zum Flieger in der Militärfliegerschule Görries
- Ernst Eberstein – 1917 Kommandeur und Ausbilder Fliegerbeobachter FBS Schwerin-Görries
- Hanns-Gerd Rabe – 1918 Ausbildung zum Fliegerbeobachter auf der FBS Schwerin-Görries
- Werner Mölders – 1935 Ausbilder im Sturzkampfgeschwader (StG) 162 „Max Immelmann“[14]